# Идра (броненосец)
Броненосец «Идра» (греч. ΥΔΡΑ) — броненосец береговой обороны, построенный по заказу греческого правительства в 1888—1890 годах по проекту французского адмирала Дюпона на верфи Сен-Назера, Франция. Получил имя одного из трёх основных островов-оплотов греческого флота эпохи Греческой революции острова Идра. Соответственно, два других корабля серии получили имена «Псара» и «Спеце» также в честь одноименных островов.

## Конструкция

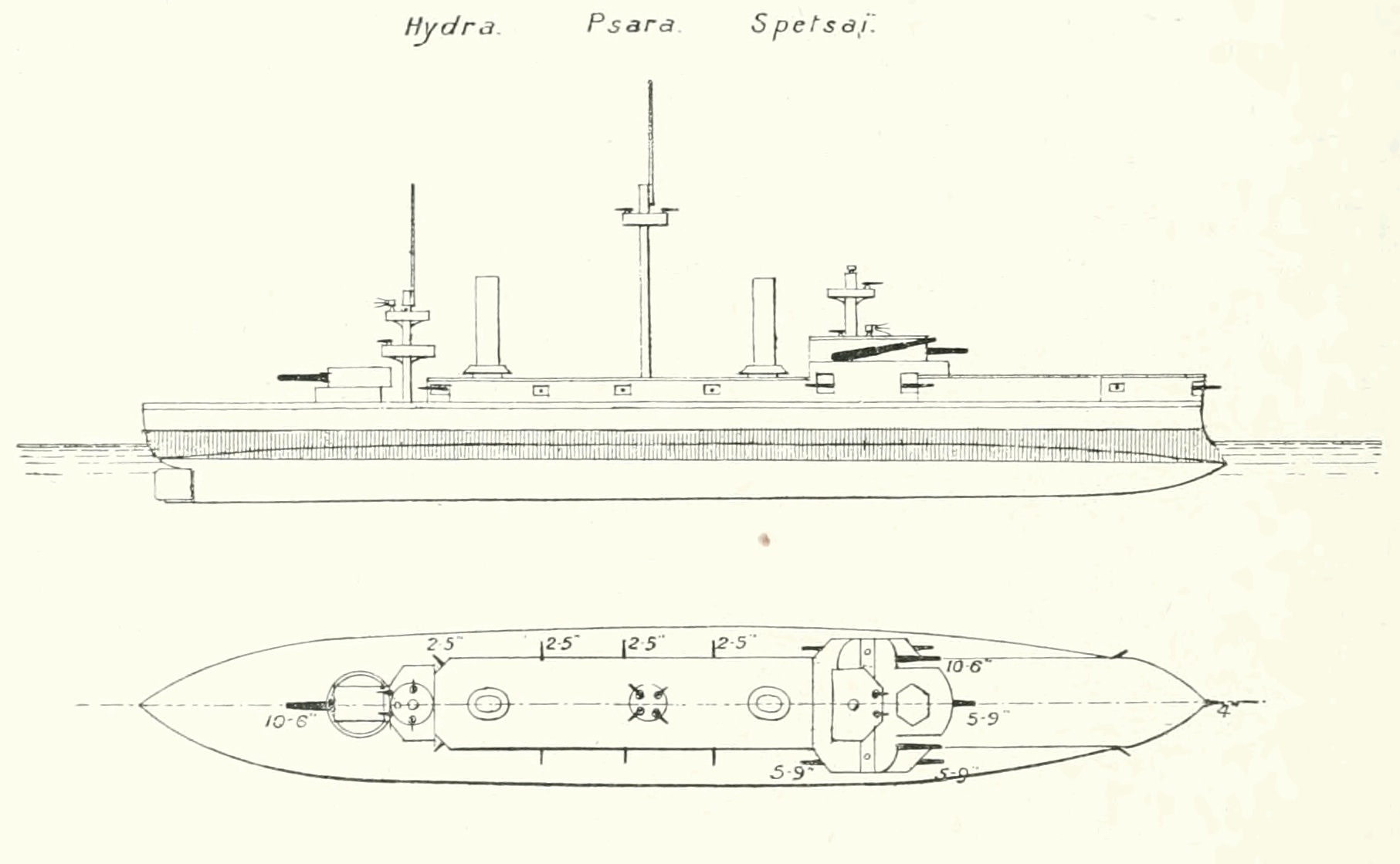
Схема

## Служба
В январе 1897 года, под командованием капитана И. Βокоса и командующего эскадры капитана А. Райнека, «Идра» был послан к острову Крит вместе с войсковым транспортом «Микали», паровыми канонерками «Алфиос» и «Пиниос» и другими более маленькими кораблями, для защиты гонимого турками православного греческого населения острова и для оказания поддержки греческому экспедиционному корпусу полковника Тимолеона Вассоса, который высадился на острове.
Ограниченный в своих действиях присутствием кораблей нейтральных Германии, Австрии, Англии, России, Франции и Италии, Райнек не предпринял никаких существенных акций, даже когда корабли европейских держав стали обстреливать критских повстанцев. Это вызвало возмущение в народе и отставку Райнека.
Броненосец «Идра» принял участие в греко-турецкой войне 1897 года. Будучи уже довольно устаревшим, корабль принял участие в Балканских войнах (1912—1913), в частности в греческих победах над турецким флотом в сражении у Элли и сражении у Лемноса. Броненосец принял участие в Первой мировой войне, по окончании которой, в ноябре 1918 года, был выведен из строя. С 1922 по 1929 год корабль использовался в качестве артиллерийского училища. В 1930 году был продан на лом.

## Предшественники
- Трофейный (египетский) парусный корвет. В составе флота с 1827 года.
- Паровая канонерская лодка. В составе флота с 1881 года. Переименована в «Амвракия» в 1889 году.

## Наследники
- Идра (эсминец). В составе флота с 1933 года.
- Идра (фрегат). В составе флота с 1992 года.